# استان ژیتومیر
استان ژتومیر (اوکراینی: Жито́мирська о́бласть، آوانگاری: Zhytomyrska oblast), also referred to as Zhytomyrshchyna (اوکراینی: Жито́мирщина) از استان‌های شمالی کشور اکراین و به مرکزیت شهر ژیتومیر است

## تاریخ
این استان به عنوان بخشی از اتحاد جماهیر شوروی در ۲۲ سپتامبر ۱۹۳۷ رسمیت یافت، ولی تاریخ قدیمش جزئی از منطقه تاریخی پولسیا بوده‌است.

## جغرافی
مساحت کل این استان ۲۹٬۸۳۲ کیلومتر است. منطقه شامل جنگل‌هایی به مساحت ۷۵۰ هکتار و ۲۲۱ رودخانه که مجموع طول آن‌ها ۵۳۶۶ کیلومتر است و همگی در حوزه آب‌خیز دنیپر قرار دارند. و همچنین دریاچه‌ها و برکه‌های بسیار دارد.

## جمعیت
جمعیت تخمینی استان ۱٬۳۲۸٬۱۵۸ نفر است (۲۰۰۶) و این استان مهم‌ترین منطقه اقامت اقلیت لهستانی تبار اکراین با ۴۹۰۰۰ نفر جمعیت است.

## اقتصاد
اقتصاد استان ژتومیر بیشتر بر اساس استخراج معادن سنگ‌های ساختمانی، بهره‌برداری از جنگل‌ها، کشاورزی و کارخانه‌های ماشین‌سازی استوار است. این منطقه دارای معادنی بزرگ از گرانیت، مرمر، گابرو، لابرادوریت و از فلزات کم‌یاب مانند: وانادیوم، اسکاندیوم هافنیوم توریوم و ایلمنیت و همچنین فلزات نیمه گران‌بها مانند: جاسپر، توپاز و کوارتز می‌باشد. برخی از قسمت‌های شمالی این استان به شدت بر اثر حادثه چرنوبیل به شدت آسیب دیدند. برخی شهرها و بخش‌ها ویران شد و جزو حوزه قرنطینه هسته‌ای چرنوبیل قرار گرفت، در حالی که دیگر مناطق نیز از تولید محصولات کشاورزی خود منع شده بودند.

## تقسیمات کشوری
استان به ۲۳ رایون (منطقه) تقسیم شده و شهرهای مهم آن عبارت‌اند از:
- بارانیفکا
- بردیچیف
- کوروستن
- نوووهراد-وولینسکیی
- ژیتومیر
- مالین